# حمام آرتیمان
حمام آرتیمان مربوط به دوره صفوی است و در شهرستان تویسرکان، بخش مرکزی، دهستان حیقوق نبی، روستای آرتیمان واقع شده و این اثر در تاریخ ۱۵ دی ۱۳۸۷ با شمارهٔ ثبت ۲۴۳۲۳ به‌عنوان یکی از آثار ملی ایران به ثبت رسیده است.